# Iam lucis orto sidere, WAB 18
Iam lucis orto sidere (Dès le lever du jour), WAB 18, est un motet composé par Anton Bruckner en 1868.
L'œuvre est aussi connue sous le nom In S. Angelum custodem (Sous la garde de l'ange gardien). Bruckner en révisa la composition en 1886.

## Historique
Bruckner composa ce motet durant l'été de 1868 pour la Schutzengelbruderschaft ("Confrérie de l'Ange gardien") de l'Abbaye de Wilhering. Bruckner dédicaça l'œuvre à Adolf Dorfer, l'abbé de l'abbaye. Bruckner y mit en musique un texte écrit par Robert Riepl, l'un des prêtres de l'abbaye. Le motet y fut exécuté la même année.
Le texte de Riepl est une adaptation du texte utilisé par Orlande de Lassus. Le manuscrit original de Bruckner, qui avait été stocké à l'abbaye, est perdu. Une copie en est conservée dans les archives de l'Abbaye de Kremsmünster et deux autres se trouvent à l'Österreichische Nationalbibliothek. Le motet a été publié en 1868 par l'Abbaye de  Wilhering,.
En 1886, Bruckner fit une nouvelle version du motet pour chœur d'hommes, qui a été publiée dans le journal An den schönen blauen Donau, volume 1, n° 8, p. 240, F. Mamroth, Vienne.
La Bruckner Gesamtausgabe a édité les deux variantes de la version 1868 dans le Volume XXI/24, et la version 1886 dans le Volume XXI/35.

## Musique
La première version en mi mineur (mode phrygien), que Bruckner a composée en 1868, est un choral harmonisé de 24 mesures. Deux variantes en sont connues : une première avec les huit versets du texte de Riepl pour chœur mixte a cappella, et une seconde avec un seul verset d'un texte différent pour chœur mixte et orgue. Le motet est une pièce simple, d'inspiration modale et homophone dans sa totalité.

### Texte de la première variante (Robert Riepl)
| Iam lucis orto sidere Dignare, custos Angele! Mentis fugare nubila Et alma ferre lumina; Me recta prudens edoce, Ur exsequar, me commone. Fidus venis qui coelitus Illuc redisque nuntius! Preces, labores, lacrimas Ad Regis aulam perferas; Donum clientis parvulum Reddas Datori munerum. Miserrimum dulcissimo Blandus fove solacio; Salutis ad negotia Me dormitantem concita. Quando reluctor, argue; Vires labanti suffice. Puro refulgens lumine, Quod emicat de Numine! Me sanctitatis aemulum A labe serves integrum. Ne castitatis candida Contaminentur lilia. Firma repelle dextera Vim daemonis sub tartara; Carnis retunde fomitem, Superbiae propaginem, Tuis ut armis protegar Palmamque victor consequar. Cordis rigentis ferream Perfringe pertinaciam; Culpae gravatum sacrina Manu potenti subleva Poenasque sonti debitas Fac suplicans ut arceas. Fuga ruant quum turbida Mortalis aevi tempora: Caduca fac me temnere, Aeterna semper quaerere, Ut heareat mens fervida Sublimis inter sidera. Urgente pugna lugubri Fortis paventi subveni; Per mortis umbram dirige Defende coram Judice Laetaque de sententia Fruar perenni gloria. Amen. | Dès le lever du jour, Daigne, Ange gardien, Dissiper mes sombres pensées Et apporter la lumière naissante ! Apprend-moi ce qui est juste, Exhorte-moi pour que j'y parvienne ! Tu viens fidèlement du ciel Et y retournes comme messager. Apporte mes prières, peines et larmes Auprès du Seigneur ; Donne au donateur des grâces Un infime présent de son serviteur ! Câline-moi, quand je suis malheureux, Avec la plus douce des consolations ! Stimule-moi, quand je somnole, A contribuer au salut ! Quand je renâcle, reproche-le moi, Quand je tombe, affermis mes forces ! Resplendissant de la pure lumière Qui jaillit de Dieu, Moi qui suis en quête de sainteté, Garde-moi à l'abri de la souillure Afin que les lys blancs de la chasteté Ne soient pas corrompus. De ta droite puissante repousse Dans les enfers la force du démon ; Détruis le stimulant de la chair Qui naît de l'orgueil De telle manière que, protégé par tes armes Victorieux, je remporte la palme. Brise l'obstination inflexible D'un cœur sans pitié ; Moi qui suis accablé par le fardeau du péché, Allège-moi de ta main puissante Et, les châtiments dus au coupable, Par tes prières, évite-les-moi. Le temps de la vie mortelle Coule dans une hâte houleuse ! Fais-moi dédaigner l'éphémère Et toujours chercher l'éternel, Pour que ma sublime âme Séjourne au ciel ! Lorsque l'agonie s'annoncera, Assiste-moi, car je tremblerai ! Mène-moi à travers l'ombre de la mort, Défend-moi devant le Juge Et que sur base de l’acquittement Je puisse jouir du repos éternel ! Amen. |

### Texte de la deuxième variante
| Iam lucis orto sidere O Angele piissime! Caecas mentis caligines Splendore tuo dissipes; Quae recta sunt, me edoce, Ut faciam, me admone. | Dès le lever du jour, Ange très saint, Par ton éclat dissipe Les sombres ténèbres de mon esprit ; Enseigne-moi la bonne voie. Engage-moi à la suivre. |

Une nouvelle version du motet en sol mineur, que Bruckner composa en 1886, utilise les versets 1, 2, 7 et 8 du texte de Riepl et est conçue pour chœur d'hommes (TTBB) a cappella.
Note : En plus du texte latin, il existe, dans un hymnaire d'orientation probablement protestante, une une transcription en ut mineur sur un texte allemand de Margarete Hemleben intitulé Du Herr der Herren :
| Du Herr der Herren, Jesus Christ, Lass leuchten uns dein Angesicht, Daß Deiner Liebe heller Schein Verwandle unser irdisch Sein, Zu tragen durch der Erde Nacht Dein Licht, Dein Leben, Deine Macht. | Jésus Christ, Seigneur supême, Fais nous rayonner ton visage Pour que la claire lueur de ton amour Transforme notre condition terrestre, Et procure ainsi à la nuit de notre terre Ta lumière, ta vie et ta puissance. |

Une exécution peut être écoutée sur YouTube : Chœur Nomen Nescio Arnhem – Du Herr der Herren

## Discographie
Le premier enregistrement a eu lieu en 1976 :
- Mathias Breitschaft, Limburger Domsingknaben, Bruckner: 9 Motets/Palestrina: 8 Motets – LP : Carus FSM 53118 (1er verset de la version 1868, 1re variante)

### Version 1868

#### Première variante
Quelques autres enregistrements, qui s'écartent tous de la partition originale :
- Balduin Sulzer, Chor des Musikgymnasiums Linz[2], Musik aus der Stifterstraße – LP : Extempore AD-80.01/2, 1980 (versets 1, 2 & 3)
- Robert Jones, Chœur la St. Bride's Church, Bruckner: Motets – CD : Naxos 8.550956, 1994 (les 8 versets)
- Lionel Sow, Choeur de Filles Caecilia & Maîtrise des Petits Chanteurs de Saint-Christophe de Javel, Johannes Brahms – Anton Bruckner Jardins secrets – CD : Studio SM Collection Blanche D3029, 2004 (versets 1, 2 & 3)

#### Deuxième variante
Un seul enregistrement :
- Balduin Sulzer, Mozart Chor Linz, Bruckner – CD : AtemMusik Records ATMU 97001, 1997 (avec accompagnement de cuivres)

### Version 1886
Il y a deux enregistrements de cette version :
- Duncan Ferguson, Choeur de la Cathédrale sainte-Marie d'Édimbourg, Bruckner: Motets  – CD : Delphian Records DCD34071, 2010
- Matthias Giesen, Schola Floriana, Kirchenmusik im Bruckner-Ort Ansfelden – CD : Weinberg Records SW 010497-2, 2016 (strophes 1 et 2)

## Sources
- Anton Bruckner – Sämtliche Werke, Band XXI: Kleine Kirchenmusikwerke, Musikwissenschaftlicher Verlag der Internationalen Bruckner-Gesellschaft, Hans Bauernfeind et Leopold Nowak (Éditeurs), Vienne, 1984/2001
- Cornelis van Zwol, Anton Bruckner 1824-1896 – Leven en werken, uitg. Thot, Bussum, Pays-Bas, 2012.  (ISBN 978-90-6868-590-9)
- Crawford Howie, Anton Bruckner – A documentary biography, édition révisée en ligne